# Asasini fără voie
Asasini fără voie (titlul original: în franceză Les assassins du dimanche) este un film de comedie dramatică francez, realizat în 1956 de regizorul Alex Joffé, protagoniști fiind actorii Jean-Marc Thibault, Barbara Laage, Paul Frankeur și Dominique Wilms.

## Rezumat
Un proprietar de garaj este absent din atelier, pentru a participa la o cursă de ciclism. Doi clienți germani își iau mașina înapoi, fără să știe că nu a fost terminată și are o piuliță de la direcție nestrânsă. Întregul sat încearcă să-i găsească pe automobiliștii în pericol...

## Distribuție
- Jean-Marc Thibault – Robert Simonet
- Barbara Laage – Simone Simonet
- Dominique Wilms – Ginette Garcet
- Paul Frankeur – Lucien Simonet
- Rosy Varte – Marie Simonet
- Michel André – Le curé
- Solange Certain – Marinette
- Guy Decomble – L' adjudant de gendarmerie
- Susanne Cramer – Gerda Brüchner
- Joachim Mock – Otto Brüchner
- Jacques Moulières – Toto
- Georges Poujouly – Julot
- Paul Préboist – un jandarm
- Marie-Laurence

## Lansare
Filmul Asasini fără voie a avut premiera în Franța pe data de 20 iulie 1956.
În România premiera filmului a avut loc la data de 8 decembrie 1956 la cinematograful „Republica” din capitală.